# Папы (фильм)
«Папы» — российский фильм. В главных ролях: Дмитрий Нагиев, Сергей Безруков и Юрий Стоянов. Премьера картины состоялась 17 февраля 2022 года, в широкий прокат фильм вышел 23 февраля 2022 года. Телевизионная премьера фильма состоялась 8 марта 2023 года на телеканале «НТВ».

## Сюжет
Согласно опубликованному синопсису, фильм расскажет четыре истории, в каждой из которых зритель может узнать себя, объединяет тема силы отцовской любви. Наши отношения с папами бывают самые разные, но, как бы ни переплетались наши судьбы, в любом возрасте мы остаёмся для пап детьми. Разные судьбы. Разные характеры. Разные отношения. Работа одна — быть папой.

## В ролях
| Актёр                | Роль                |
| -------------------- | ------------------- |
| Дмитрий Нагиев       | доктор Волков       |
| Сергей Безруков      | Александр           |
| Юрий Стоянов         | Василий Виноградов  |
| Вадим Демчог         | Василий Васин       |
| Михаил Галустян      | Галустян            |
| Марк Богатырёв       | доктор Захаров      |
| Игорь Жижикин        | Константин          |
| Владислав Семилетков | Артём               |
| Юлия Рутберг         | Инесса Андреевна    |
| Карина Андоленко     | Наташа              |
| Лера Кудрявцева      | телеведущая         |
| Олеся Железняк       | Елена Мишина        |
| Анатолий Котенёв     | генерал             |
| Иван Рукша           | Максим              |
| Алексей Онежен       | Степан              |
| Добромир Машуков     | сын доктора Волкова |